# Clusia schomburgkiana
Clusia schomburgkiana là một loài thực vật có hoa trong họ Bứa. Loài này được (Planch. & Triana) Benth. ex Engl. mô tả khoa học đầu tiên năm 1888.